# Biến thể Lambda SARS-CoV-2
Biến thể Lambda SARS-CoV-2, còn được gọi là dòng C.37, là một biến chủng của SARS-CoV-2, virus gây bệnh COVID-19. Biến thể này được phát hiện lần đầu tại Peru vào tháng 12 năm 2020. Vào ngày 14 tháng 6 năm 2021, Tổ chức Y tế Thế giới (WHO) chính thức dùng tên Lambda để đặt cho biến thể này và phân loại nó là một biến thể cần quan tâm. Biến thể Lambda đã lan ra ít nhất 30 quốc gia trên toàn thế giới và có thể có khả năng kháng vắc-xin cao hơn các chủng khác. Ngoài ra cũng có dấu hiệu cho thấy chủng Lambda có khả năng lây nhiễm cao hơn cả các biến thể Alpha hay Gamma.
Một số nhà khoa học đã chỉ ra, lambda có độ nhạy cảm giảm vừa phải đối với sự trung hòa bởi huyết thanh dưỡng bệnh và kháng thể đơn dòng REGN10987, đồng thời giảm nhẹ độ nhạy đối với BNT162b2 (vaccine Pfrizer), mRNA ‐ 1273 (vaccine Moderna) và CoronaVac (vaccine CoronaVac) được chứng nhận kháng thể, trong khi vẫn giữ được độ nhạy cao với REGN10933.

## Đột biến
Bộ gen của chủng Lambda có các đột biến amino acid sau, tất cả đều nằm trong đoạn mã protein gai của virus: G75V, T76I, Δ246-252, L452Q, F490S, D614G và T859N.

Các đột biến amino acid của biến thể Lambda SARS-CoV-2 thể hiện trên bản đồ gen của SARS-CoV-2, tập trung vào phần mã hóa protein gai.

## Lịch sử
Các mẫu biến thể Lambda đầu tiên được phát hiện tại Peru vào tháng 12 năm 2020 và cho tới tháng 4 năm 2021, hơn 80% các ca nhiễm mới ở nước này đều là từ biến chủng mới.
Tới tháng 6 năm 2021, biến chủng Lambda đã bắt đầu lan ra khắp Nam Mỹ và đã được phát hiện tại tổng cộng 29 quốc gia, đặc biệt là tại Argentina, Chile và Ecuador. WHO xếp Lambda là một "biến thể cần quan tâm" vào ngày 14 tháng 6 năm 2021. Vào giữa tháng 6 năm 2021, 90,6% các ca COVID-19 mới tại Arequipa và 78,1% các ca mới tại Cusco đều nhiễm biến chủng Lambda, theo Bộ Y tế Peru.
Vào ngày 6 tháng 7, Úc ghi nhận ca nhiễm biến thể Lambda đầu tiên là một du khách nước ngoài từng cách ly tại một khách sạn ở New South Wales từ tháng 4.

## Thống kê
| Số ca theo quốc gia (Cập nhật tới ngày 6 tháng 8 năm 2021), GISAID | Số ca theo quốc gia (Cập nhật tới ngày 6 tháng 8 năm 2021), GISAID | Số ca theo quốc gia (Cập nhật tới ngày 6 tháng 8 năm 2021), GISAID |
| Quốc gia                                                           | Số ca đã xác nhận                                                  | Ca báo cáo mới nhất                                                |
| ------------------------------------------------------------------ | ------------------------------------------------------------------ | ------------------------------------------------------------------ |
| Chile                                                              | 1.251                                                              | 06 tháng 8 năm 2021                                                |
| Hoa Kỳ                                                             | 1.060                                                              | 06 tháng 8 năm 2021                                                |
| Peru                                                               | 898                                                                | 06 tháng 8 năm 2021                                                |
| Ecuador                                                            | 165                                                                | 06 tháng 8 năm 2021                                                |
| Mexico                                                             | 160                                                                | 06 tháng 8 năm 2021                                                |
| Tây Ban Nha                                                        | 115                                                                | 06 tháng 8 năm 2021                                                |
| Argentina                                                          | 106                                                                | 06 tháng 8 năm 2021                                                |
| Đức                                                                | 105                                                                | 06 tháng 8 năm 2021                                                |
| Pháp                                                               | 51                                                                 | 06 tháng 8 năm 2021                                                |
| Colombia                                                           | 31                                                                 | 06 tháng 8 năm 2021                                                |
| Israel                                                             | 25                                                                 | 06 tháng 8 năm 2021                                                |
| Thụy Sĩ                                                            | 22                                                                 | 06 tháng 8 năm 2021                                                |
| Canada                                                             | 22                                                                 | 06 tháng 8 năm 2021                                                |
| Hà Lan                                                             | 12                                                                 | 06 tháng 8 năm 2021                                                |
| Bỉ                                                                 | 11                                                                 | 06 tháng 8 năm 2021                                                |
| Saint Kitts and Nevis                                              | 10                                                                 | 06 tháng 8 năm 2021                                                |
| Vương Quốc Anh                                                     | 9                                                                  | 06 tháng 8 năm 2021                                                |
| Ý                                                                  | 8                                                                  | 06 tháng 8 năm 2021                                                |
| Brazil                                                             | 8                                                                  | 06 tháng 08 năm 2021                                               |
| Đan Mạch                                                           | 7                                                                  | 06 tháng 08 năm 2021                                               |
| Ấn Độ                                                              | 6                                                                  | 06 tháng 08 năm 2021                                               |
| Thụy Điển                                                          | 4                                                                  | 06 tháng 08 năm 2021                                               |
| Nam Phi                                                            | 4                                                                  | 06 tháng 08 năm 2021                                               |
| Cộng hoà Dominican                                                 | 4                                                                  | 06 tháng 08 năm 2021                                               |
| Ireland                                                            | 3                                                                  | 06 tháng 8 năm 2021                                                |
| Bồ Đào Nha                                                         | 3                                                                  | 06 tháng 8 năm 2021                                                |
| Qatar                                                              | 3                                                                  | 06 tháng 08 năm 2021                                               |
| Latvia                                                             | 2                                                                  | 06 tháng 08 năm 2021                                               |
| Aruba                                                              | 2                                                                  | 06 tháng 08 năm 2021                                               |
| Bolivia                                                            | 1                                                                  | 06 tháng 08 năm 2021                                               |
| Uruguay                                                            | 1                                                                  | 06 tháng 08 năm 2021                                               |
| Australia                                                          | 1                                                                  | 06 tháng 08 năm 2021                                               |
| Lithuania                                                          | 1                                                                  | 06 tháng 8 năm 2021                                                |
| Na Uy                                                              | 1                                                                  | 06 tháng 8 năm 2021                                                |
| Estonia                                                            | 1                                                                  | 06 tháng 08 năm 2021                                               |
| Nga                                                                | 1                                                                  | 06 tháng 08 năm 2021                                               |
| Phần Lan                                                           | 1                                                                  | 06 tháng 08 năm 2021                                               |
| Thổ Nhĩ Kỳ                                                         | 1                                                                  | 06 tháng 08 năm 2021                                               |
| Bangladesh                                                         | 1                                                                  | 06 tháng 08 năm 2021                                               |
| Nhật Bản                                                           | 1                                                                  | 06 tháng 08 năm 2021                                               |
| Ba Lan                                                             | 1                                                                  | 06 tháng 08 năm 2021                                               |
| Thế giới (41 quốc gia)                                             | Tổng số: 4.119                                                     | Tổng số ca tính đến 06 tháng 8 năm 2021                            |